# Дракс Разрушитель
Дракс Разрушитель (англ. Drax the Destroyer) — персонаж из комиксов компании Marvel. Настоящее имя — Артур. Был придуман Майком Фридрихом и Джимом Старлином, и впервые появился в выпуске Iron Man #55, феврале 1973 года.
Артур Дуглас был обычным человеком, до того как суперзлодей Танос напал на его семью. Нуждаясь в чемпионе, который бы сразился с Таносом, Кронос взял душу Артура и поместил в новую оболочку, так появился Дракс. Его умения включали: увеличенную силу и упругость, способность проектировать энергетический взрыв от его рук. Он часто боролся против Таноса, вместе с Капитаном Марвелом и Адамом Уорлоком.
Дракс Разрушитель стал одним из членов команды Стражи Галактики, которую возобновили в 2008 году. В 2014 году он также появился в фильме «Стражи Галактики», его сыграл профессиональный рестлер Дэйв Батиста.

## История публикаций
Дракс, созданный Майком Фридрихом и Джимом Старлином, впервые появился в Iron Man № 55 (февраль 1973). Он имел второстепенную роль в Captain Marvel vol. 1 начиная с выпуска № 27 (июль 1973). Так же появлялся в Warlock № 10 (декабрь 1975), Iron Man № 88 (июль 1976), Warlock № 15 (ноябрь 1976), Logan’s Run № 6 (июнь 1977), Thor № 314 (декабрь 1981) и Avengers № 219 (май 1982) прежде, чем был убит Лунным драконом в Avengers № 220 (июнь 1982).
Старлин воскресил Дракса в Silver Surfer vol. 3 № 35 (1990), и он играл второстепенную роль до выпуска № 50. После появления в The Infinity Gauntlet № 1-6 (1991) Дракс стал одним из персонажей Warlock and the Infinity Watch № 1-42 (1992—1995), где был членом заглавной команды, Смотрителей Бесконечности. Персонаж также появлялся в Warlock vol. 3 № 1-4 (1998—1999) и Captain Marvel vol. 4 № 4-6 (2001).
Дракс появился в 4 выпуская собственной минисерии 2004 и стал одним из главных героев в Annihilation: Nova № 1-4 (2005) и Annihilation № 1-6 (2006). После появления в Nova vol 4 #4-7 (2007) и Annihilation: Conquest (2008) Дракс становится членом команды возобновлённых в 2008 году Стражей Галактики и появляется в 25 выпусках одноимённой серии. Он играет небольшую роль в The Thanos Imperative № 1-3 (2010), где снова был убит.
Персонаж был вновь возрождён в Avengers Assemble № 4-8 (июнь-октябрь 2012) без каких-либо объяснений и упоминаний о его смерти. Он стал одним из главных действующих лиц в Guardians of the Galaxy vol. 3, части перезапуска Marvel NOW!.

## Биография

### Создание и ранняя жизнь
Во время поездки по пустыне вместе с женой и дочерью автомобиль Артура Дугласа подвергся нападению корабля, пилотируемого Таносом, который посчитал, что люди видели его. Его дочь, Хизер, пережила атаку и была принята отцом Таноса Ментором, и перевезена на Титан. Позже она становится Лунным драконом. Нуждаясь в существе для борьбы с Таносом Менот и бог Титана Кронос поместили душу Дугласа в новое мощное тело. Он стал называться Драксом Разрушителем, и его единственной целью стало убийство Таноса. С Железным человеком Дракс сражается против Таноса и Кровных Братьев, но Танос сбегает. Пытаясь предотвратить получение Таносом Космического куба, Дракс восстанавливает свои воспоминания. После того, как Капитан Марвел побеждает Таноса, Дракс атакует Капитана Марвела, за то, что тот лишил его цели. Позже он узнаёт, что Таносу удалось восстановить себя, и он вновь был уничтожен в бою с Капитаном Марвелом, Мстителями и Адамом Уорлоком. Вместе с Капитаном Марвелом Дракс сражается с ИСААК, Стеллараксом, Лордом Геа, Элизиусом и Хаосом. Некоторое время спустя, Дракс, одержимый чуждой сущностью, сражается со своей дочерью Лунным драконом и Тором. После восстановления Дракс вместе с Лунным драконом путешествуют через пространство в поисках знаний. В конце концов, они оказываются на планете Ба-Банис, мире человекоподобных пришельцев, оказавшихся в обширной гражданской войне. Лунный дракон использует свои ментальные силы, чтобы подавить конфликт, а затем решает представить себя в качестве богини. Дракс признаёт, что её амбиции подлы и направляет свой корабль на Землю с голографическим сообщением о бедствии. Мстители среагировали и освободили мир от психически насильственного спокойствия. Освобождённый Мстителями от психического господства своей дочери, Дракс стремится закончить её угрозы. Для того, чтобы остановить его, Лунный дракон мысленно заставляет сущность жизни Дракса освободить его искусственное тело.

### Смотрители Бесконечности
Когда Танос был воскрешён Хозяйкой Смерти, Кронос восстанавливает Разрушителя и предоставляет ему ещё большую физическую силу. Однако Кронос не учитывал влияние смерти Дракса, а ум Разрушителя сохраняет урон от Лунного дракона. Наряду с множеством других героев Дракс сражается с Таносом и Небулой за обладание Перчаткой бесконечности. Дракс был выбран Адамом Уорлоком для защиты камней Перчатки в качестве члена Смотрителей Бесконечности. После того, как энергетический вампир Рун крадет драгоценные камни, члены команды расходятся. Дракс возвращается на Титан с Лунным драконом, которая успешно ходатайствует Кроносу, чтобы восстановить разум Дракса за счёт некоторой физической силы. Таким образом Дракс восстанавливает своё исходное состояние. Дракс обвиняется в убийстве Элизиус и несколько других, но освобождается, когда обнаружили, что им манипулировало существо по имени Сифон. Ища Лунного дракона, Дракс входит в препирательство с Генис-Веллом. В ходе этой борьбы Дракс вместе с Генис-Веллом транспортируется в Микровселенную, где на какое-то время он находит признание и счастье на планете К’аи.

### Стражи Галактики
Звёздный Лорд вербует Дракса в новые Стражи Галактики. Члены команды были вынуждены вступить в союз с воскресшим Таносом и путешествовать в альтернативной реальности под названием Кансерверс. В то время Дракс переживает приступ безумия и нападает на Таноса, который убивает его. Позднее Дракс наряду с другими членами Стражей Галактики появился на Земле. При этом его смерть игнорируется.

## Силы и способности
- Сверхчеловеческая сила: Дракс обладает огромной, по человеческим нормам, силой, хотя эта сила - лишь далекий отголосок той, что была у него раньше. На пике он может поднимать до 75 тонн.

- Сверхчеловеческая выносливость: Мускулатура Дракса вырабатывает меньше токсинов, чем у обычного человека. Хотя его выносливость гораздо ниже, чем была раньше, он, тем не менее, способен выдерживать пиковые физические нагрузки несколько часов. Ему не требуется еда, вода или воздух для поддержания жизни. Потребность в отдыхе сведена к минимуму.
- Сверхчеловеческая неуязвимость: Тело Дракса Разрушителя гораздо более стойко к повреждениям различного рода, чем тело обычного человека. Он способен выдерживать энергетические атаки большой мощи, экстремальные температуры, а также удары сильных противников без критических повреждений. Энергетические атаки Новы или оружия Аннигиляционной Волны не способны нанести ему серьезных ран.
- Сверхчеловеческая ловкость: Дракс более ловок и быстр, чем лучший земной гимнаст и атлет. В бою это дает ему огромное преимущество перед превосходящим по численности врагом.
- Ускоренный исцеляющий фактор: Несмотря на то, что тело Дракса хорошо сопротивляется повреждениям его всё ещё возможно ранить. Однако его физиология такова, что он быстро излечивает раны, которые были бы смертельны для любого другого сверхсущества. Но многое остается неизвестным о пределах силы исцеляющего фактора. Например, точно неизвестно, способен ли Дракс отращивать новые конечности или утерянные органы, поскольку если он погибал, то только после полного уничтожения всего тела.
- Сверхчеловеческие чувства: Дракс Разрушитель обладает усиленными чувствами. Например, его нюх настолько развит, что он сумел определить, что Нова такой же человек, как и Камми, по одному только запаху. Его чувства настолько остры, что он может определить замаскировавшегося скрулла.
- Аура: Во время «Аннигиляции» Дракс показал, что может создавать нечто вроде ауры вокруг своего тела. Неизвестно, управляет ли он ею самостоятельно или это часть заложенной в него программы. Эта аура помогла ему без труда пробить щит Таноса, а затем пробить его грудь и вырвать сердце. Поскольку нанести такие повреждения не под силу даже таким существам, как Тор или Халк, скорее всего эта аура наделяет Дракса Разрушителя силой, приближающейся к его прежнему уровню. Так как она появилась только в непосредственной близости от Таноса, эта аура наверняка помогает Драксу выполнить своё предназначение.
- Космическое чутье: Дракс обладает средним по силе чутьем, помогающем ему отслеживать Таноса.

Бывшие:
- Сверхчеловеческая сила: В своем первом теле Дракс мог поднять более 40 тонн. После первой смерти Кронос счел необходимым увеличить уровень его сил. После преобразований Дракс мог поднять уже более 75 тонн. Но после получения в своё распоряжение Камня Силы, его физические показатели устремились в бесконечность. Потом он сражался с Халком, в бою Халк победил и он потерял Камень Силы. Даже после потери Камня тело Дракса ещё какое-то время было насыщено его энергией, и в этой своей ипостаси он был равен колоссу, максимально мог поднять груз весом 75 тонн.
- Сверхчеловеческая скорость: Несмотря на свои габариты и силу, Дракс мог действовать и реагировать на скоростях вне пределов досягаемости лучших земных атлетов.
- Полёт: Дракс мог летать на скоростях немногим меньше, чем скорость света. Тогда как в атмосфере планеты он легко развивал скорость выше скорости звука.
- Сверхчеловеческая выносливость: Имея могущество Камня Силы, Дракс мог поддерживать пиковую физическую нагрузку всех мышц в течение нескольких дней, прежде, чем токсины усталости возьмут над ним верх.
- Космическая энергия: Дракс мог управлять космической энергией и проецировать её в виде энергетических взрывов большой силы. Точный предел этой способности так и остался неизвестен.

## Появление вне комиксов

Дэйв Батиста в роли Дракса Разрушителя.

### Мультсериалы
- Дракс появляется в одном эпизоде мультсериала «Серебряный Сёрфер», где его озвучил Норм Спенсер. В этом мультсериале он являлся андроидом и компаньоном Ментора.
- Дракс Разрушитель появляется в качестве члена Стражей Галактики в серии «Стражи Галактики» мультсериала «Совершенный Человек-паук», где его озвучил Дэвид Соболов.
- Дракс Разрушитель появляется в серии «Стражи и Космические рыцари» мультсериала «Мстители, общий сбор!», где его вновь озвучил Дэвид Соболов.
- Дэвид Соболов будет озвучивать Дракса в «Халк и агенты У.Д.А.Р.А.»[1].
- Один из героев м/с Стражи Галактики.

### Кинематографическая вселенная Marvel
Дэйв Батиста исполнил роль Дракса Разрушителя в фильме Стражи Галактики, который вышел 1 августа 2014 года. После убийства его жены и дочери, Дракс становится одержим местью Ронану Обвинителю. Он объединяется с Питером Квиллом, Гаморой, Ракетой и Грутом, считая, что Ронан придёт за предательницей Гаморой. Когда Ронан действительно прибывает, Дракс проигрывает ему. От смерти его спасает Грут. Дракс помогает ему и Ракете спасти захваченных Квилла и Гамору. Вместе они побеждают Ронана и создают команду Стражи Галактики.
Дракса вместе с остальными Стражами позже нанимают Суверены, чтобы отбиться от инопланетянина, атакующего их ценные батареи. После того, как они уходят, их преследует флот Суверенов, так как Ракета украл их батареи. После аварийной посадки на планету они встречают отца Квилла, Эго. Дракс решает сопровождать Квилла и Гамору на планету Эго, в то время как Ракета, Грут и Небула остаются с кораблём. На планете Эго они встречают помощницу Эго, Мантис, с которой у Дракса завязывается дружба, хотя он считает её отвратительной. Когда Стражи узнают об истинном «я» Эго, Дракс присоединяется к ним в борьбе с Эго, пока Квилл не надевает на него реактивный ранец и не отсылает его.
В 2018 году, когда Стражи отвечают на сигнал бедствия с разрушенного космического корабля Тора и обнаруживают находящегося без сознания Тора, они спасают его. Дракс сопровождает Квилла и Гамору, чтобы вернуться на Забвение, чтобы помешать Таносу получить Камень Реальности. Однако Танос добирается туда первым и использует камень, чтобы ненадолго превратить Дракса в груду блоков. После того, как Танос забирает Гамору и уходит, Дракс превращается в себя и сопровождает Квилла и Мантис на Титан, где они объединяются с Мстителями Тони Старком, Стивеном Стрэнджем и Питером Паркером в попытке победить Таноса там, и они в конечном итоге терпят неудачу. Вскоре после того, как Танос покидает Титан, он заканчивает собирать камни и щёлкает пальцами, чтобы половина всех живых, включая Дракса, рассыпалась в прах.
В 2023 году, когда оставшимся членам Стражей и Мстителей удаётся собрать прошлые версии камней и обратить назад действие Щелчка, Дракс входит в число вернувшихся героев, которые путешествуют через портал в северную часть штата Нью-Йорк, чтобы сразиться с армией прошлой версии Таноса. После того, как Старк жертвует своей жизнью, чтобы победить Таноса и его армию, Дракс присутствует на похоронах Старка. Воссоединившись с другими Стражами Галактики, группа затем покидает Землю вместе с Тором, и Дракс предлагает Квиллу и Тору сражаться за честь возглавить группу.
В 2024 году Дракс и Стражи, к которым присоединился Краглин, путешествуют по космосу. Узнав об убийце богов, который орудует в галактике, они разделяются с Тором и отправляются спасать народы.
В 2025 году Стражи покупают Забвение у Коллекционера и принимают в свои ряды нового члена команды, Космическую собаку Космо. Зная о том, что Квилл в депрессии из-за потерянных отношений с Гаморой, Дракс и другие Стражи решают отпраздновать вместе с ним Рождество, а в качестве подарка она решает вместе с Мантис похитить актёра Кевина Бейкона. Они отправляются в Голливуд, где непреднамеренно собирают деньги, позируя для фотографий на «Аллее славы», и напиваются в баре, после чего владелец туристического магазина даёт им карту, с помощью которой герои находят дом Бейкона. Они добираются до его резиденции в Беверли-Хиллс и похищают актёра, а заодно крадут праздничные декорации из местного магазина. На Забвении они празднуют Рождество и «дарят» Питеру Бейкона.
После того как Стражи восстанавливают Забвение, на них нападает Адам Уорлок, который серьёзно ранит Ракету, но Стражи не могут его вылечить из-за чипа в его сердце, который реагирует на любой контакт. Стражи, в том числе и Дракс, отправляются на Оргосферу, штаб-квартиру компании Высшего Эволюционера «Оргокорп», чтобы найти код отмены. Поиски вскоре приводят Стражей на корабль Высшего Эволюционера, где Дракс, Мантис и Небула натыкаются на множество детей, которых тот удерживает в плену. Дракс находит с ними общий язык, показывая хорошее умение общаться с детьми. После все трое воссоединяются со Стражами и побеждают армию Эволюционера. Победив его самого, Стражи в своём текущем виде прекращают своё существование, и Дракс вместе с Небулой остаются на Забвении присматривать за спасёнными детьми.

### Видеоигры
- В игре «Marvel Super Heroes» Дракс имеет эпизодическую роль в качестве одной из замороженных статуй Таноса. Когда кто-то из супергероев побеждает Таноса, Дракс размораживается.
- Дэвид Соболов озвучивает Дракса в игре «Lego Marvel Super Heroes».
- Дракс появляется как открываемый персонаж в «Marvel: Avengers Alliance».
- Дракс является вспомогательным персонажем в игре «Marvel Heroes» и может быть доступен при покупке или разблокировке.
- Дракс является персонажем мобильной игры «Marvel Contest of Champions»
- Дракс появляется в Lego Marvel Super heroes 2
- Дракс - один из главных героев в «Marvel's Guardians of the Galaxy»